# Братт, Йеспер
Йеспер Братт (швед. Jesper Bratt; 30 июля 1998, Стокгольм) — шведский хоккеист. Участник драфта НХЛ 2016 года, был выбран в 6-м раунде под общим 162-м номером командой «Нью-Джерси Девилз». Крайний нападающий клуба НХЛ «Нью-Джерси Девилз».

## Карьера
Йеспер был выбран на драфте НХЛ 2016 года в 6-м раунде под общим 162-м номером командой «Нью-Джерси Девилз» в результате его успешной игры за клуб из второго по силе дивизиона Швеции по хоккею, где Братт сыграл 48 матчей и набрал 17 очков. 17 мая 2017 года он подписал трехлетний контракт новичка с «Девилз».
В сезоне 2017/2018 Братт стал настоящим открытием, продемонстрировав отличную игру в предсезонном лагере для новичков, он стал игроком основного состава. В своей перовой игре НХЛ Йеспер набрал 2 очка, забив гол в большинстве и сделав результативную передачу в меньшинстве, а «Нью-Джерси» одержал победу над командой «Колорадо Эвеланш» со счетом 4:1. В плей-офф дебютировал в последнем, пятом, матче серии против «Тампы-Бэй Лайтнинг», в котором «Дьяволы» уступили со счётом 1:3.

## Статистика
| Легенда | Легенда                    | Легенда | Легенда                   | Легенда | Легенда    |
| ------- | -------------------------- | ------- | ------------------------- | ------- | ---------- |
| И       | Количество проведённых игр | Штр     | Штрафное время            | +/−     | Плюс-минус |
| Г       | Голы                       | П       | Голевые передачи          | О       | Очки       |
| -       | Статистика неизвестна      | —       | Статистика не учитывалась |         |            |